# Partia Naprzód
Partia Naprzód (ang. Forward Party) to trzecia partia polityczna w Stanach Zjednoczonych, utworzona przez przedsiębiorcę i polityka Andrew Yanga. Potocznie też znana jako partia FWD.
Forward Party została utworzona jako political action committe 5 października 2021 roku a 24 września 2022 roku oficjalnie stała się partią po złączeniu się z dwoma innymi trzecimi partiami w USA. Według Yanga, głównym celem tej partii jest zrewolucjonizowaniu systemu głosowania w Stanach Zjednoczonych oraz zakończeniu tam istniejącego systemu dwupartyjnego.

## Historia

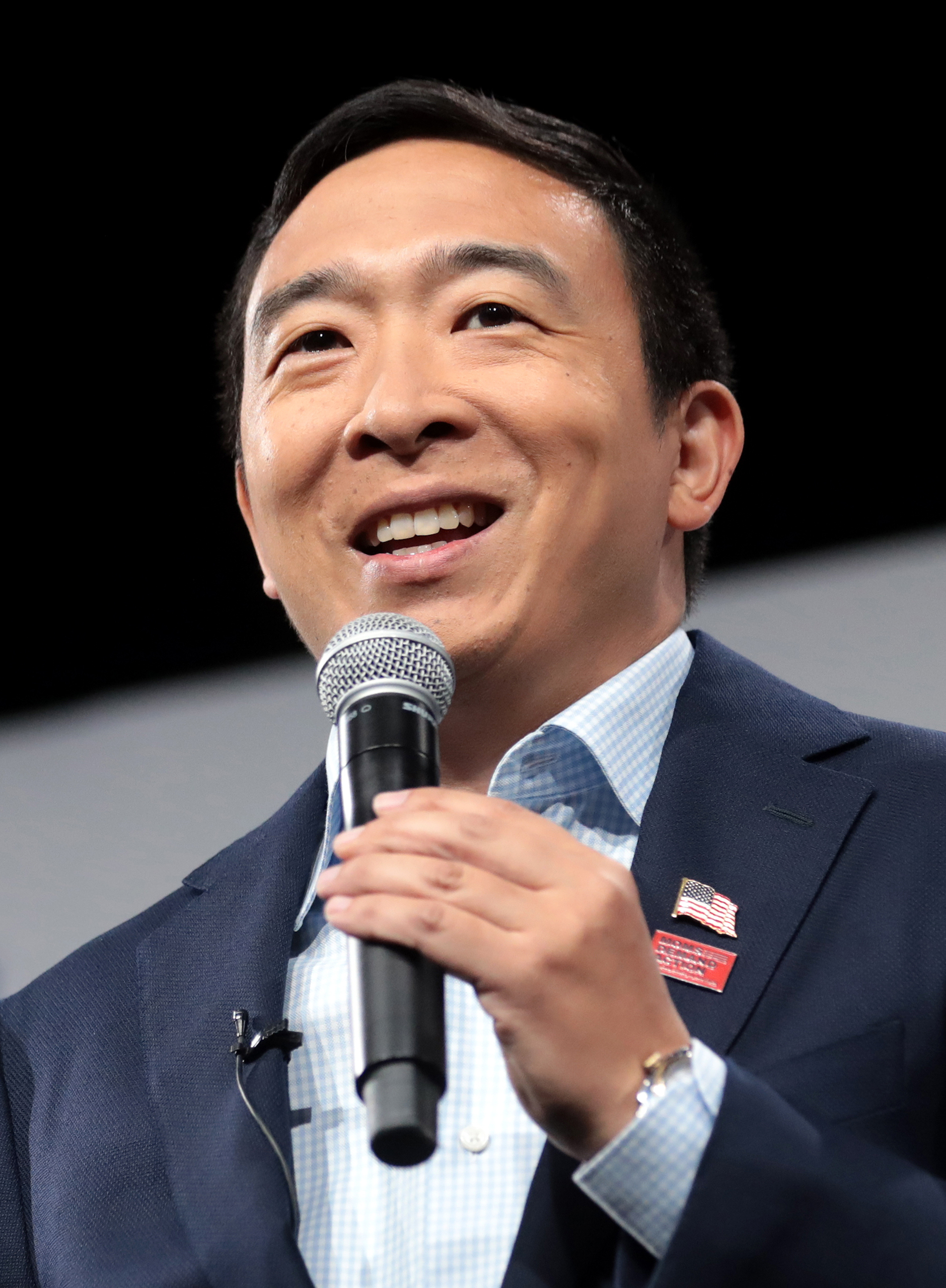
Andrew Yang w 2019 roku

### Początki i powstanie partii
6 listopada 2017 roku, Yang zarejestrował się jako kandydat na prezydenta Stanów Zjednoczonych w wyborach w 2020 roku. Swoją kampanię rozpoczął już 2 lutego 2018 roku. Prawybory dla Partii Demokratycznej rozpoczęły się 3 lutego 2020 roku, był uwielbianym kandydatem przez młodzież oraz najpopularniejszym kandydatem na prezydenta w Internecie. 11 lutego odbyła się konferencja w New Hampshire, Yang zdobył w tym stanie tylko 2,8% głosów. Wynik w tym stanie go nie zadowolił oraz stwierdził, że nie jest wystarczająco silnym kandydatem aby pokonać Donalda Trumpa, więc 10 marca 2020 roku zakończył swoją kampanię.
W styczniu 2021 rozpoczął swoją kampanię na burmistrza Nowego Jorku, startował po raz kolejny w prawyborach Partii Demokratycznej. Z początku był uznawany za faworyta do uzyskania nominacji, jednak te oczekiwania okazały być się błędne, w systemie ośmiorundowym prawyborów odpadł w 6 rundzie. Zdobył 14,8% głosów i zajął 4 miejsce.
W swojej książce z 2021 r. Forward: Notes on the Future of Our Democracy, ogłosił utworzenie partii oraz wyjście w Partii Demokratycznej do której należał od 1995 roku. Yang skrytykował w niej amerykańskich liderów politycznych, pisząc, że „nasi przywódcy są nagradzani nie na podstawie rozwiązywania problemów, ale gromadzenia zasobów i utrzymywania urzędu”.
5 października 2021 roku ogłosił powstanie Partii Naprzód jako political action committe, a 24 września następnego roku partia została po tym jak w lipcu złączyła się z partiami Renew America Movement i Serve America Movement. Od tego momentu, była gubernator New Jersey, Christine Todd Whitman zostałą współliderem partii.

### Dalsze działania partii (na stan lipca 2025)

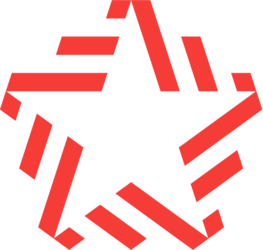
Gwiazda, jeden z symbolów partii

Partia Naprzód od 2022 roku dokonała kilkokrotnie połączeń z lokalnymi partiami w Stanach Zjednoczonych, jak te z South Carolina Independence Party oraz planowane złączenie z United Utah Party, te drugie jest uznawane za szczególnie ważne ponieważ ta partia posiada reprezentację z stanowym senacie Utah. Kiedy Elon Musk w lipcu 2025 r. ogłosił utworzenie swojej własnej partii, America Party, Yang wykazał się zainteresowaniem co do współpracy oraz możliwego połączenia obu partii.
Forward Party nie wystawiła żadnego kandydata na wybory prezydenckie w Stanach Zjednoczonych w 2024 roku, jednak Andrew Yang poparł kampanię Dean Phillipsa w prawyborach do Partii Demokratycznej, Phillipsowi udało się uzyskać 4 delegatów na Krajowym Komitecie Partii Demokratycznej.

## Program polityczny
Programem partii Yanga jest:
- Zreformowanie systemu wyborczego w Stanach Zjednoczonych, wprowadzenia systemu ordynacji preferencyjnej oraz otwartych prawyborów
- Ułatwienie organizacji i 'zmniejszenie barier' dla partii trzecich w USA
- Zwiększenie kadencyjności w Stanach Zjednoczonych
- Ograniczenie lobbingu (kandydaci Partii Naprzód nie mogą brać udział w lobbingu przez przynajmniej 3 lata po odejściu z pozycji politycznej)
- Kompromis między poglądami lewicowymi a prawicowymi, wspieranie kandydatów którzy taki kompromis praktykują
- Centryzm oraz wspieranie centrowych partii centrowych w Stanach Zjednoczonych
- Bezwarunkowy dochód podstawowy jako część postulatu "Freedom Dividend"[20]
- Regulacja kryptowalut[20]